# プリンセスアイコ

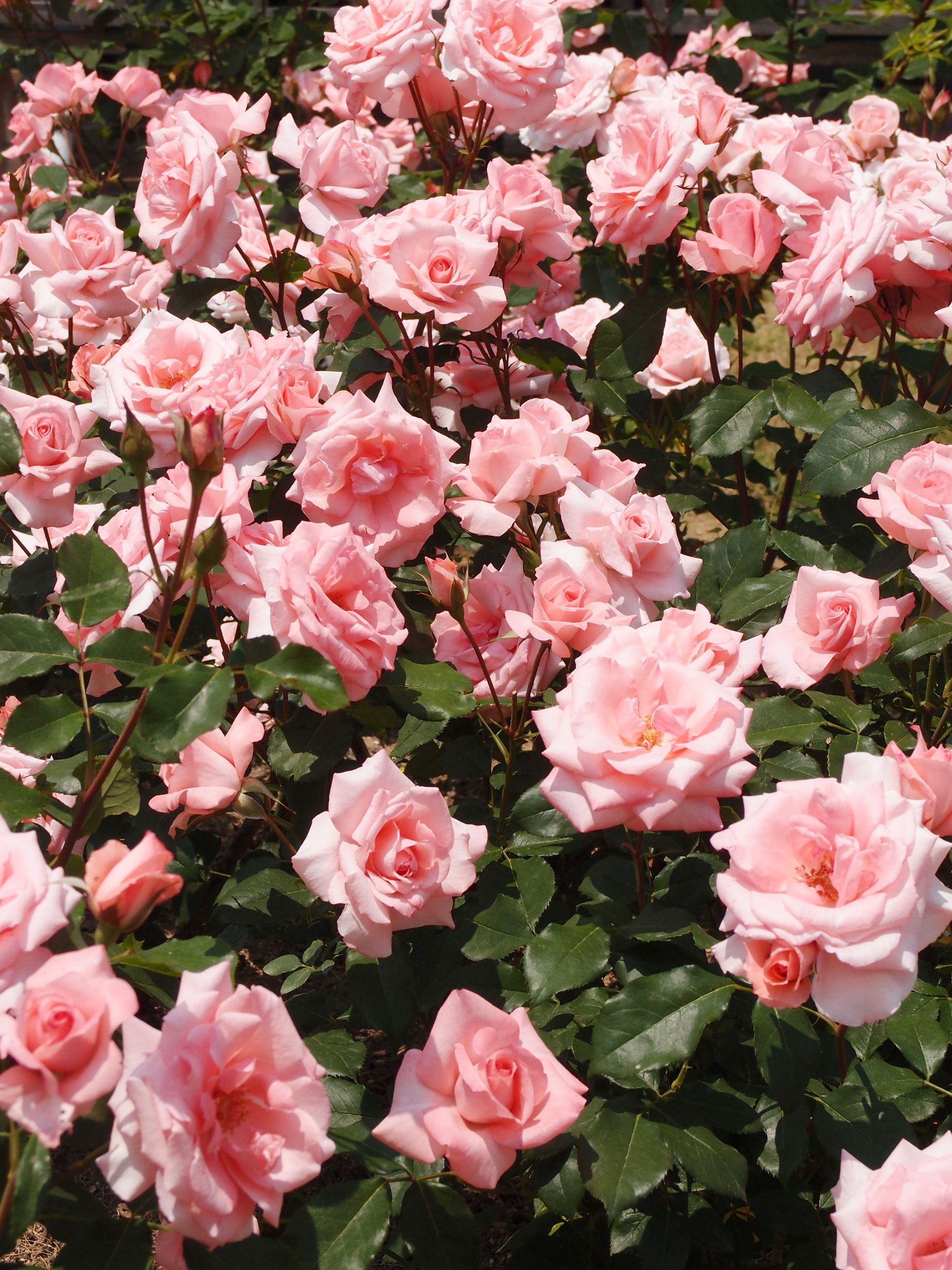
プリンセスアイコ

プリンセスアイコ (フランス語: Princesse Aiko) は、バラの品種名。
2002年に京成バラ園芸によって日本で作出された。それ以前、2001年に日本バラ会国際コンクールで銅賞を受賞している。名称は敬宮愛子内親王の誕生を祝してつけられた。サーモンピンクの花付きが多いのが特徴。
品種名について『産経新聞』の北村博子が調査したところ、2020年時点で命名した人物は退職し、バラを作った人物は故人であることが判明している。